# فاسیل غیبی
فاسیل غیبی (امهری: ፋሲል ግቢ) محوطه سلطنتی بقایای یک قلعه – شهر در گوندار اتیوپی است. این قلعه در قرن هفدهم توسط امپراتور فاسیلیدس (فاسیل) ساخته شد و خانه ملکه اتیوپی بود. معماری ویژه آن نشان‌دهنده تأثیرات مختلف ازجمله نوبی‌ها است. این سایت در سال ۱۹۷۹ به عنوان یک سایت میراث جهانی یونسکو ثبت شد. قبی یک کلمه زبان امهری به معنای مجموعه یا محوطه است.
مجموعه ساختمانی شامل قلعه فاسیلیدس، کاخ ایاسوی اول، سالن داویت سوم، یک سالن ضیافت و چند اصطبل، قلعه ملکه منتواب، مقر امپراتور، کتابخانه و سه کلیسای آسام قدوس، الفین جورجیس و گمیابت مریم است.

## نگارخانه

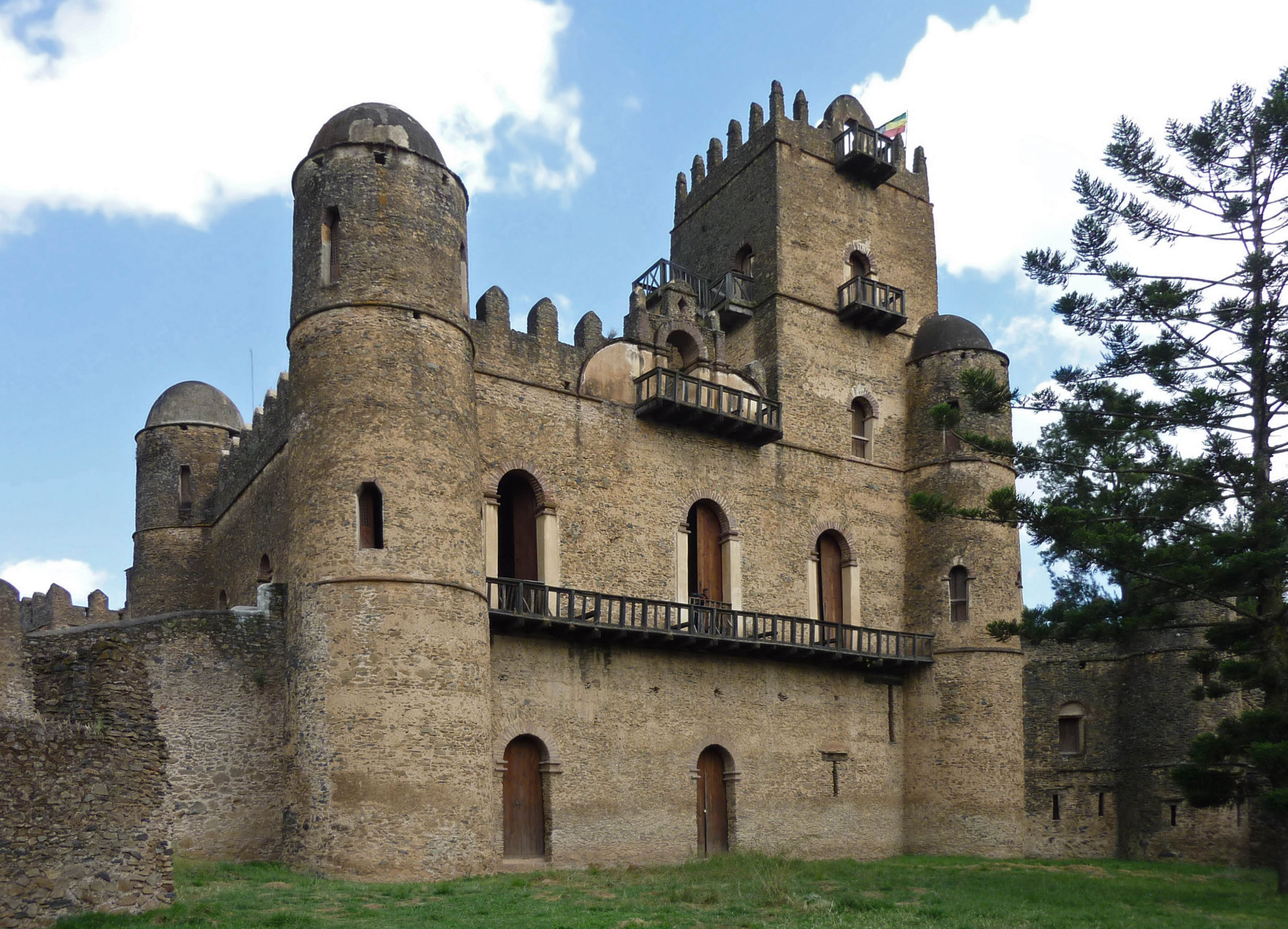
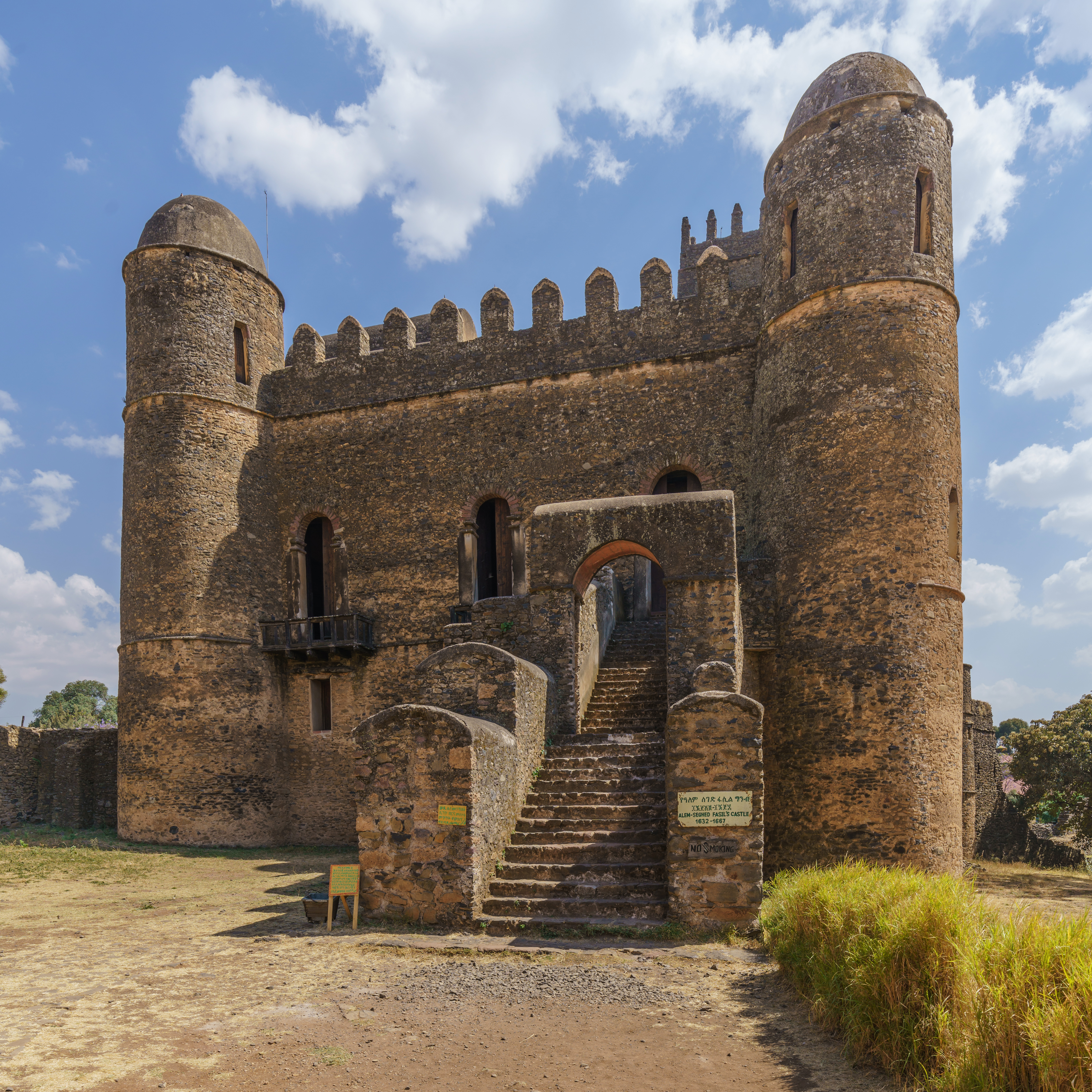
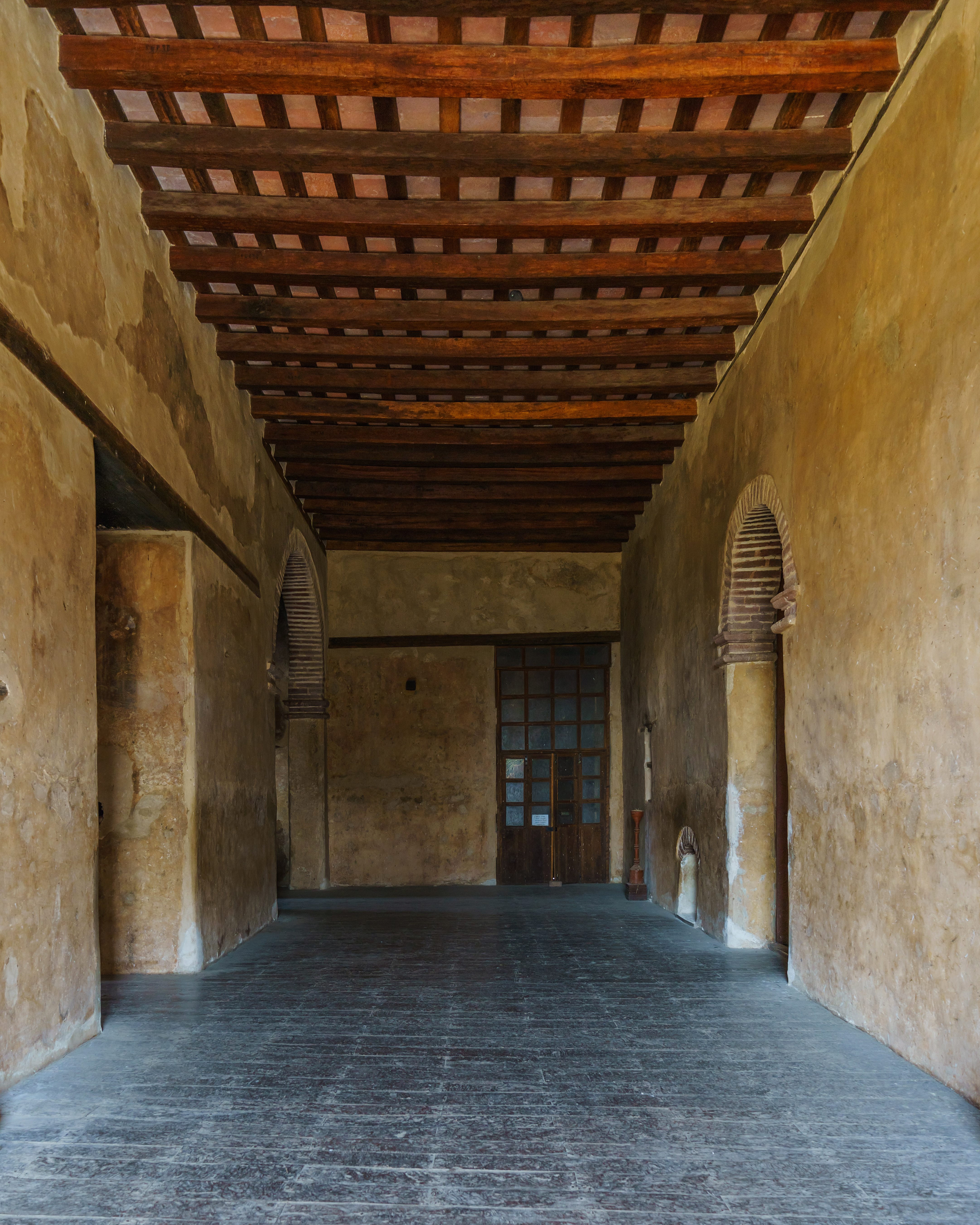
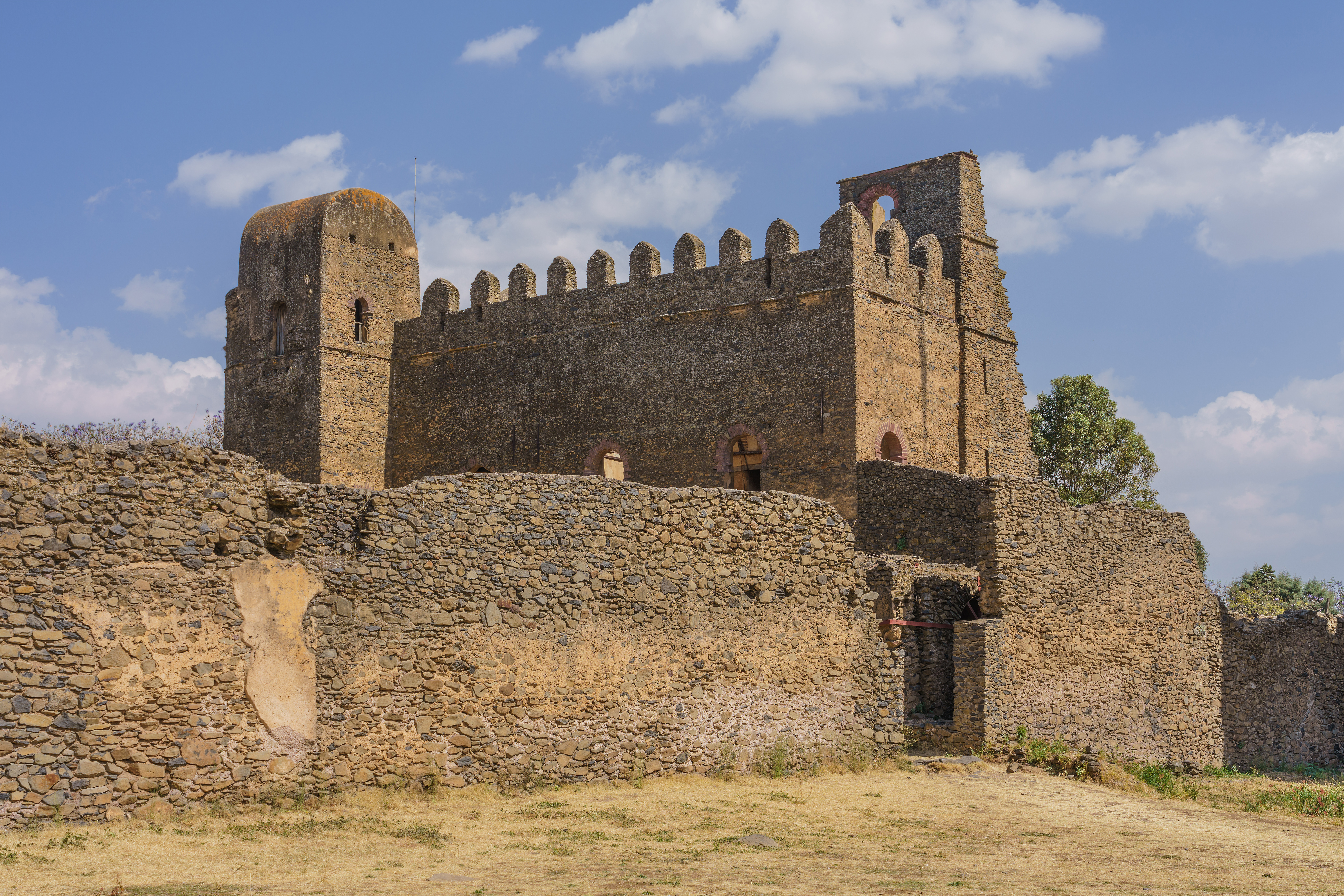
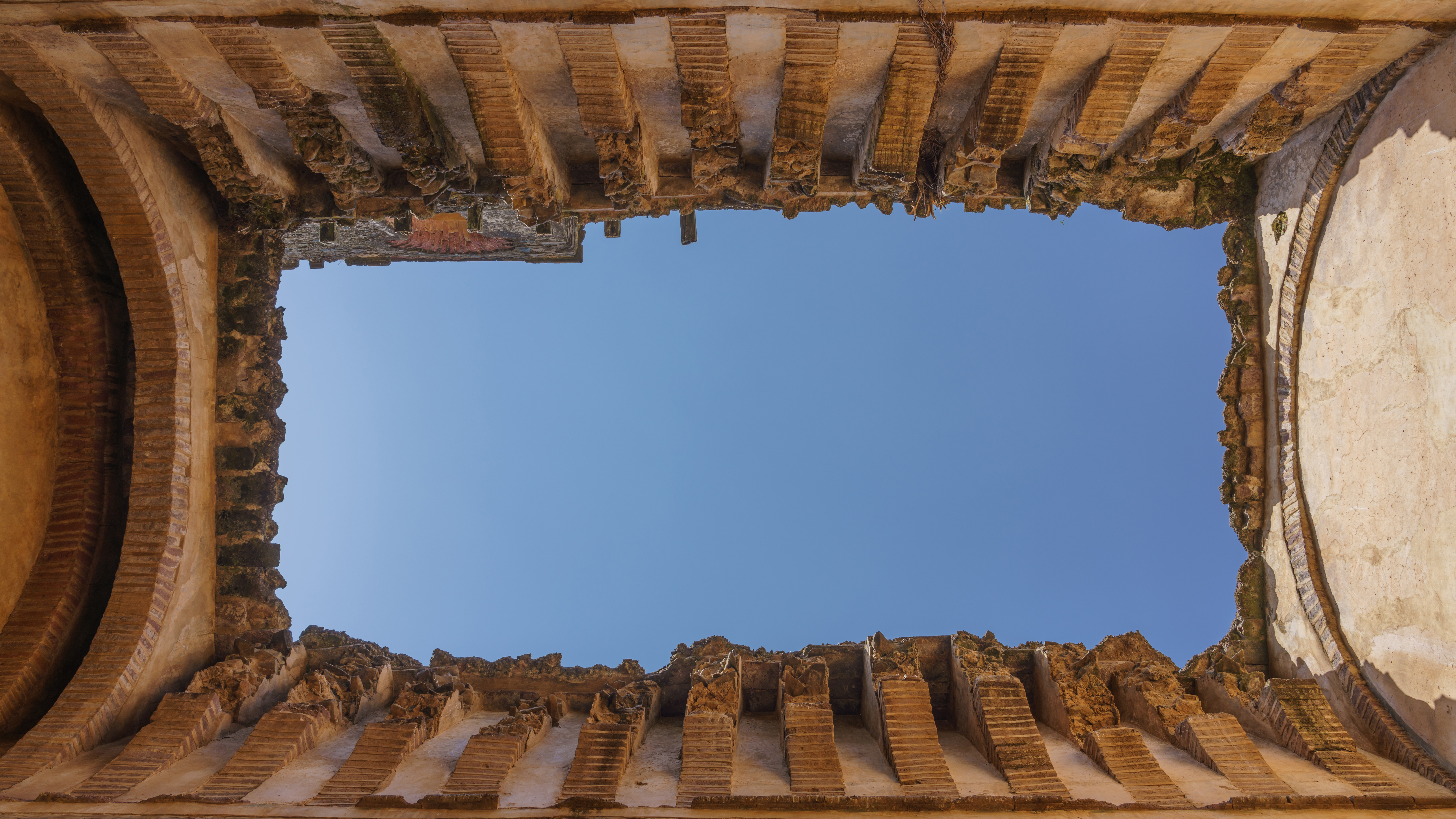
نگاره‌ای از سقف طاق تخریب‌شدهٔ کاخ
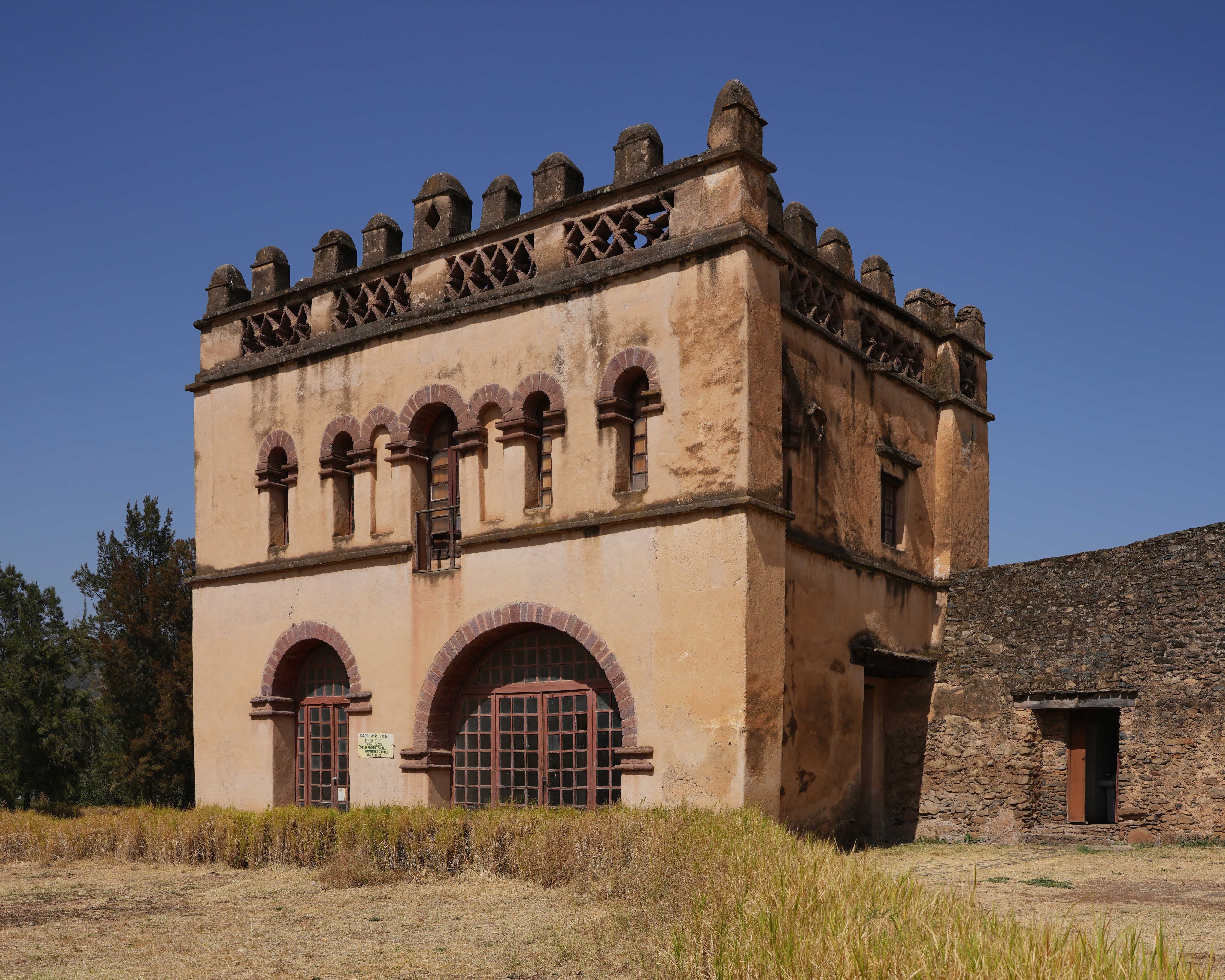
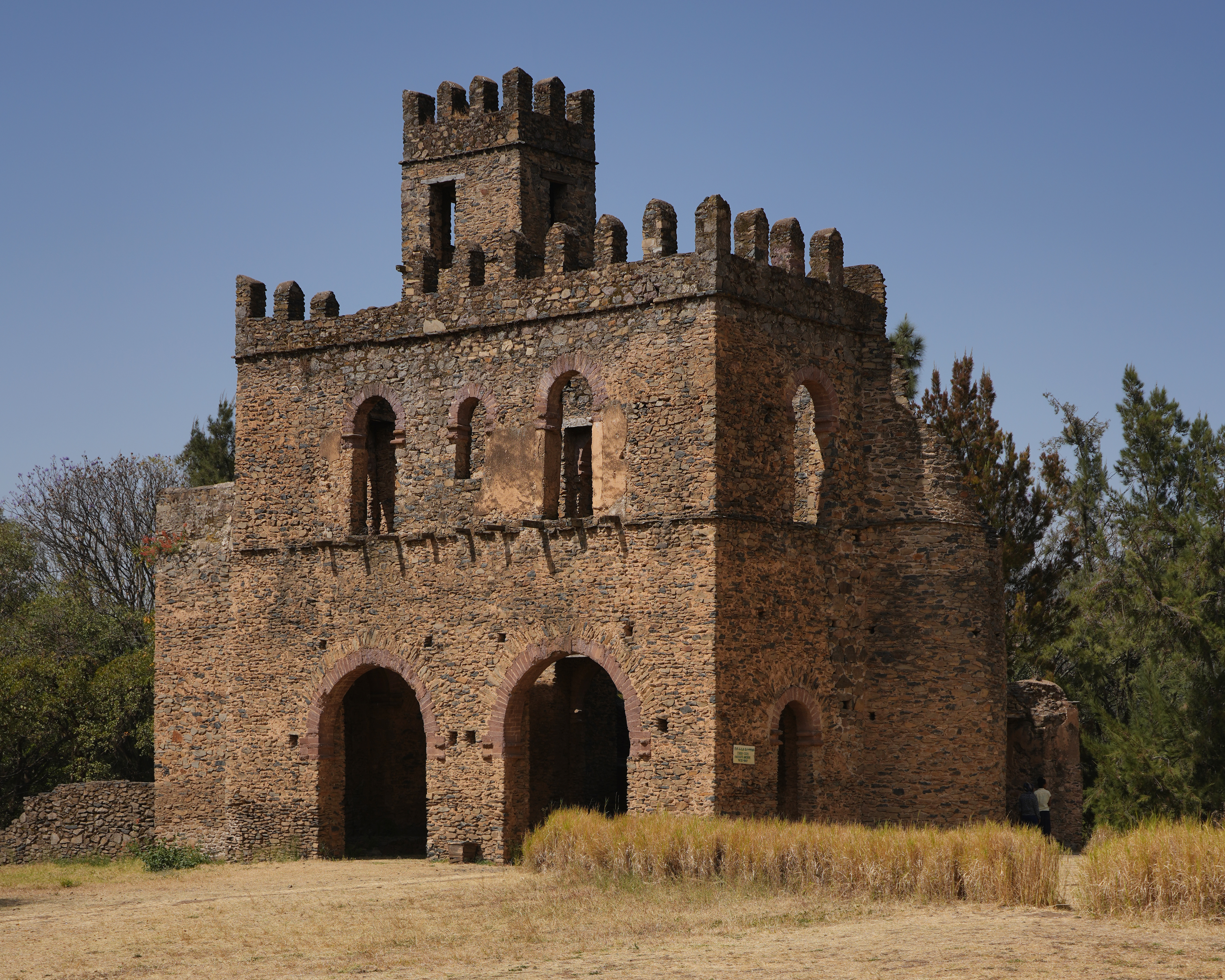